# Мавританский газон
Маврита́нский газо́н — один из видов газона; единственный, который нужно косить всего лишь раз в год (то есть за один вегетационный период, который обычно длится в средней полосе России с апреля до октября, в более южных регионах — субтропиках и Средиземноморье — с февраля по ноябрь). В отличие от английского газона, состоящего из плотно засеянных и коротко подстриженных стеблей травы (разновидностей осоки), придающего пейзажу аккуратный, но довольно однообразный и несколько «пресный» вид, мавританский газон представляет собой фактически луг с целым набором полевых цветов. Своё название газон получил благодаря своей распространённости в Кордовском халифате во время мусульманского правления в Испании, где он получил наибольшее распространение. В начале XXI века смесь семян трав, однолетних и многолетних цветов для мавританского газона доступна во многих магазинах. 
Играть детям и ходить по такому газону неудобно, поэтому его используют лишь в качестве декора.

## История
В 7-8 веках нашей эры, когда арабы и мавры основали свои государства в Северной Африке (см. Магриб) и Испании, их правители — халифы и эмиры (наместники различных княжеств-тайфа) начали возводить грандиозные дворцы. Сотни садовников, привезённых из разных концов мира, трудились над созданием замечательных садов и парков, в которых переплелись европейские, средиземноморские и восточные элементы. Во времена развитого феодализма значительную часть определённых слоёв населения номинально исламских княжеств составляли ориентализированные славяне-сакалиба, как правило, попавшие различными путями в Испанию из Крыма через Константинополь в качестве наёмников и рабов. В 12-13 веках они уже были довольно широко представленные в воинском сословии, а также среди рабочей силы и прислуги. Именно благодаря влиянию их вкуса мавританский газон всё больше стал напоминать ярко цветущий полевой луг русских лесостепей. В результате, во дворцовых парках султанов Испании, между аккуратными деревцами вместо характерной для Северной Европы зелёной травы, земля пестрела разноцветьем скромных, но чрезвычайно привлекательных полевых цветов. Большинство растений, входящих в состав мавританского газона являются прекрасными медоносами и привлекает себе значительное количество пчёл, шмелей, бабочек. Это делает газон ещё более красивым и придаёт ему особое очарование.

## Выращивание
Мавританский газон нетребователен к почве, и способен расти как на богатых, так и на бедных почвах. Главное требование — разместить его на солнечном месте. Перед посевом почву необходимо прокопать на глубину 30 см, верхний слой почвы тщательно очистить от камней и корневищ сорняков. В идеале, начинать подготовку почвы нужно ещё с осени, чтобы уменьшить трудности с сорняками. Перед посевом почву следует выровнять, прикатать и слегка проборонить.

## Посев
Сеют в открытый грунт в зависимости от широты апреле-июне. При весеннем посеве все однолетники зацветают и успевают дать семена, из которых они прорастут на будущий год. Посев следует проводить во влажную почву на глубину 1-5 мм. После посева почву аккуратно прикатывают. Для создания наиболее благоприятных условий для прорастания семян, засеянную поверхность следует укрыть нетканным материалом. Перед посевом, для получения равномерных всходов следует перемешать семена с песком в соотношении 1:3.

## Уход
До и после появления всходов и в дальнейшем их развитии очень важно следить за влажностью почвы и своевременно проводить мелкокапельный полив. В сентябре-октябре, после цветения и созревания семян, в сухую погоду, проводят скашивание на высоту 8-10 см от поверхности почвы. Скошенную траву оставляют на 3-5 дней, затем убирают.